# 醍醐駅 (京都府)
醍醐駅（だいごえき）は、京都府京都市伏見区醍醐高畑町にある、京都市営地下鉄東西線の駅。駅番号はT03。
本項では、駅と直結する施設内にある「醍醐バスターミナル」についても記述する。

## 歴史
- 1997年（平成9年）10月12日：京都市営地下鉄東西線が当駅から二条駅まで開業した際に、同線の起点駅として設置される[1][2]。
- 2004年（平成16年）11月26日：東西線が六地蔵駅まで延伸され、中間駅となる[1]。
- 2007年（平成19年）4月1日：ICカード「PiTaPa」の利用が可能となる[1]。

## 駅構造
1面2線の島式ホームがあり、ホームドアが設置されている。トイレは北改札内。東西線は駅ごとにステーションカラーが制定されているが、当駅のステーションカラーは■桜色である。
開業当初は定期券売場もあったが、六地蔵駅への路線延伸に伴い2004年（平成16年）11月25日をもって閉鎖され、翌日から六地蔵駅で営業が開始された。

### のりば
| のりば | 路線   | 方向 | 行先                 |
| ------ | ------ | ---- | -------------------- |
| 1      | 東西線 | 下り | 山科・太秦天神川方面 |
| 2      | 東西線 | 上り | 六地蔵行き           |

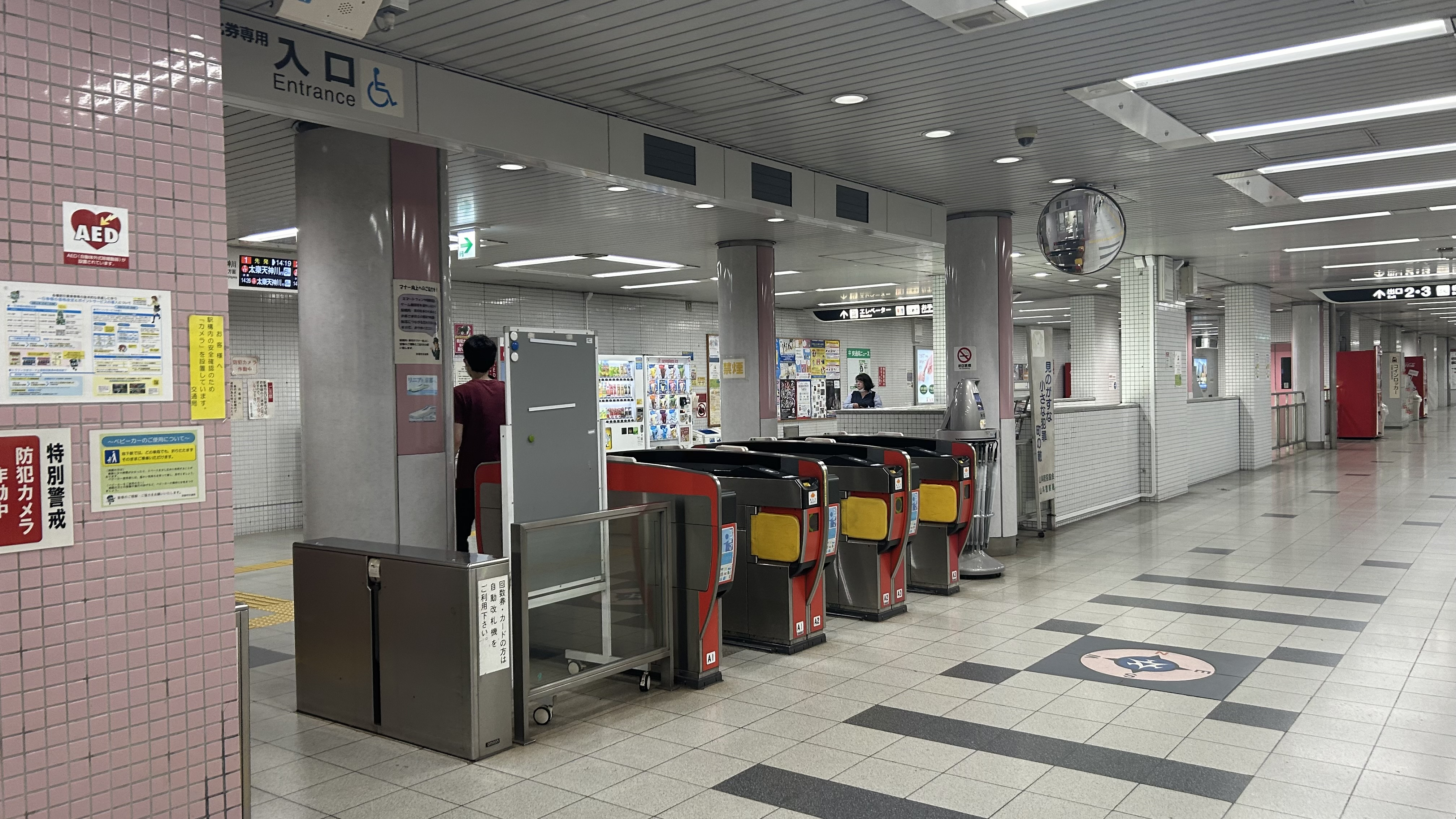
南改札口
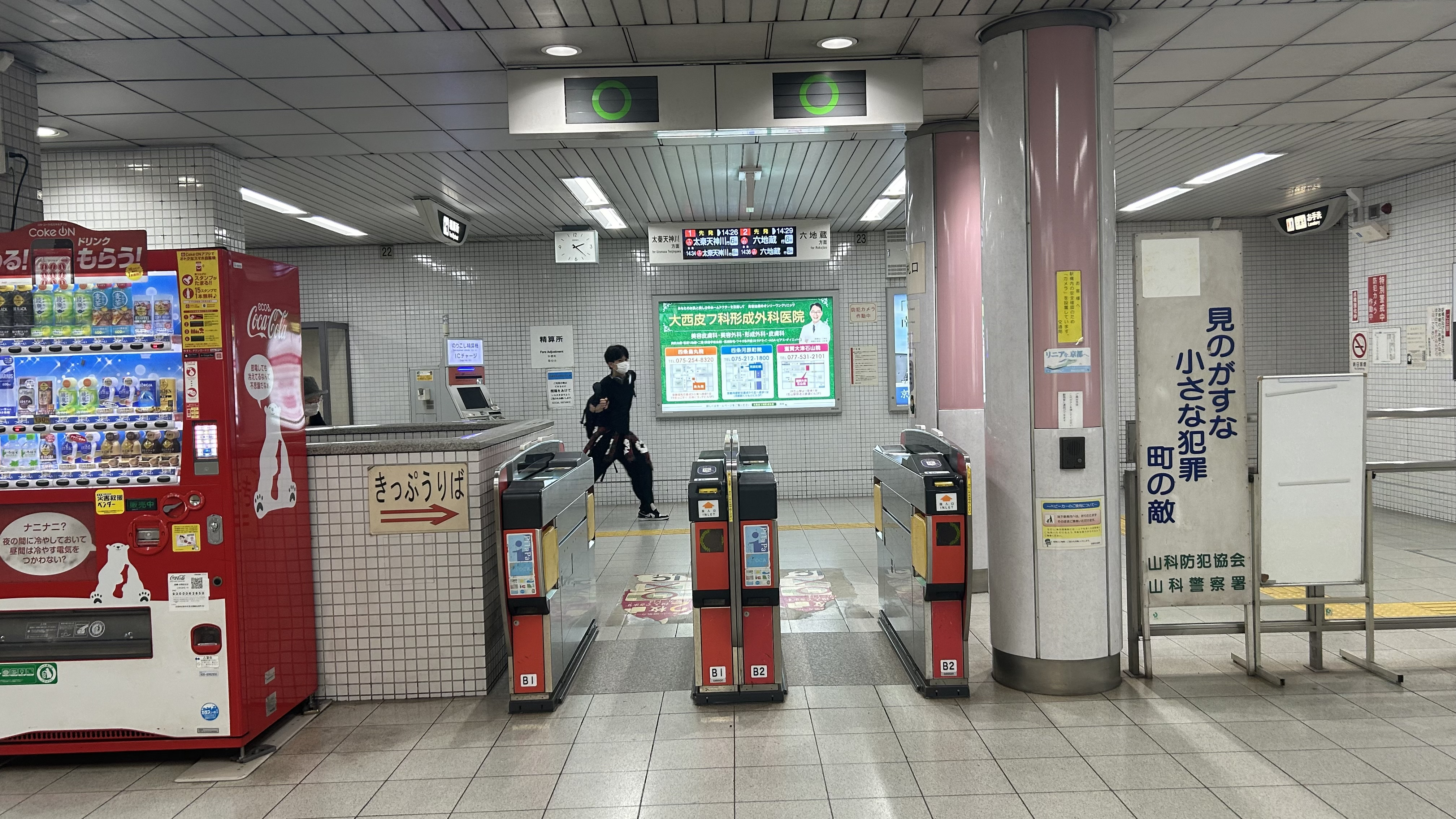
北改札口
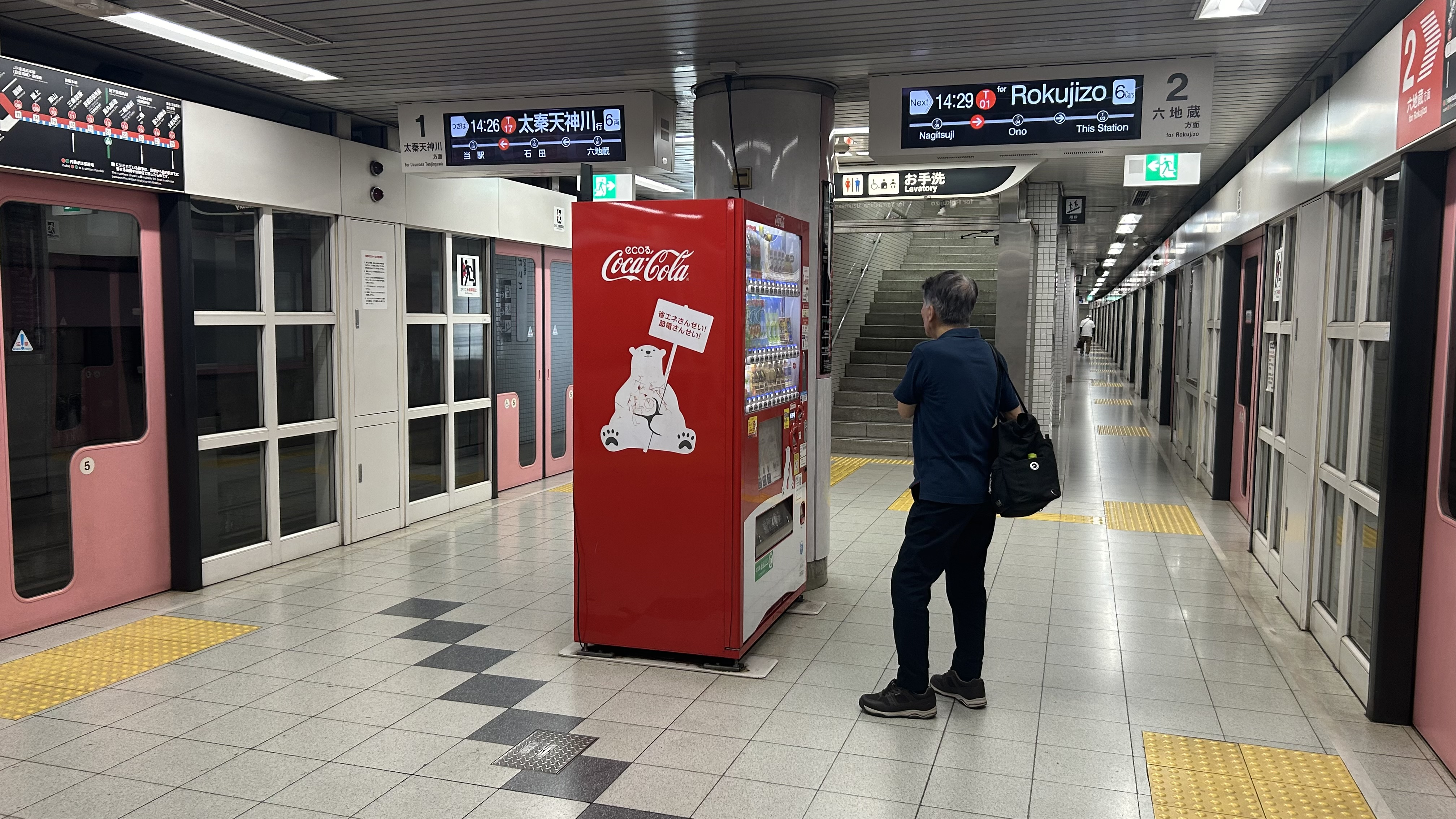
ホーム
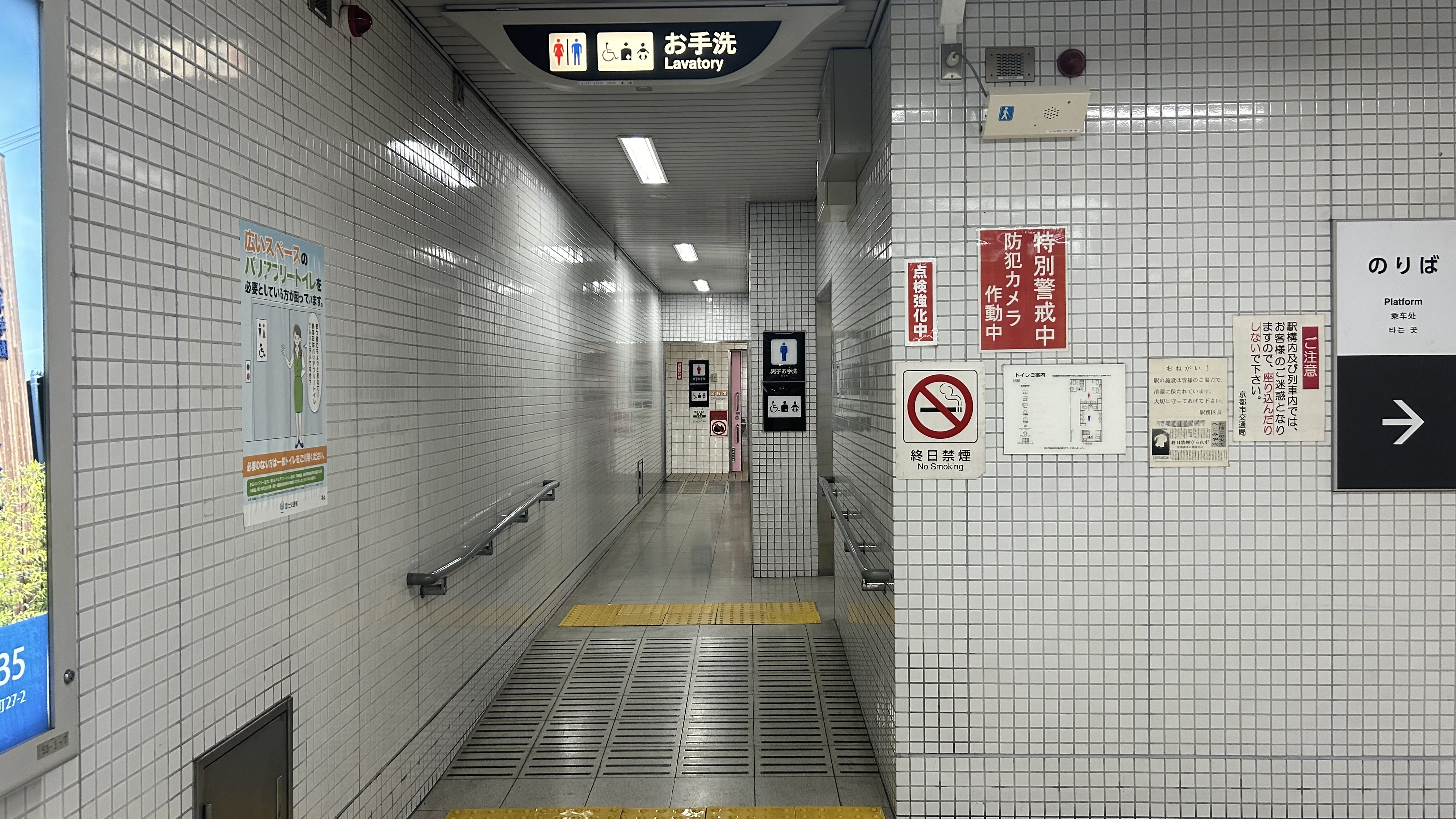
トイレ
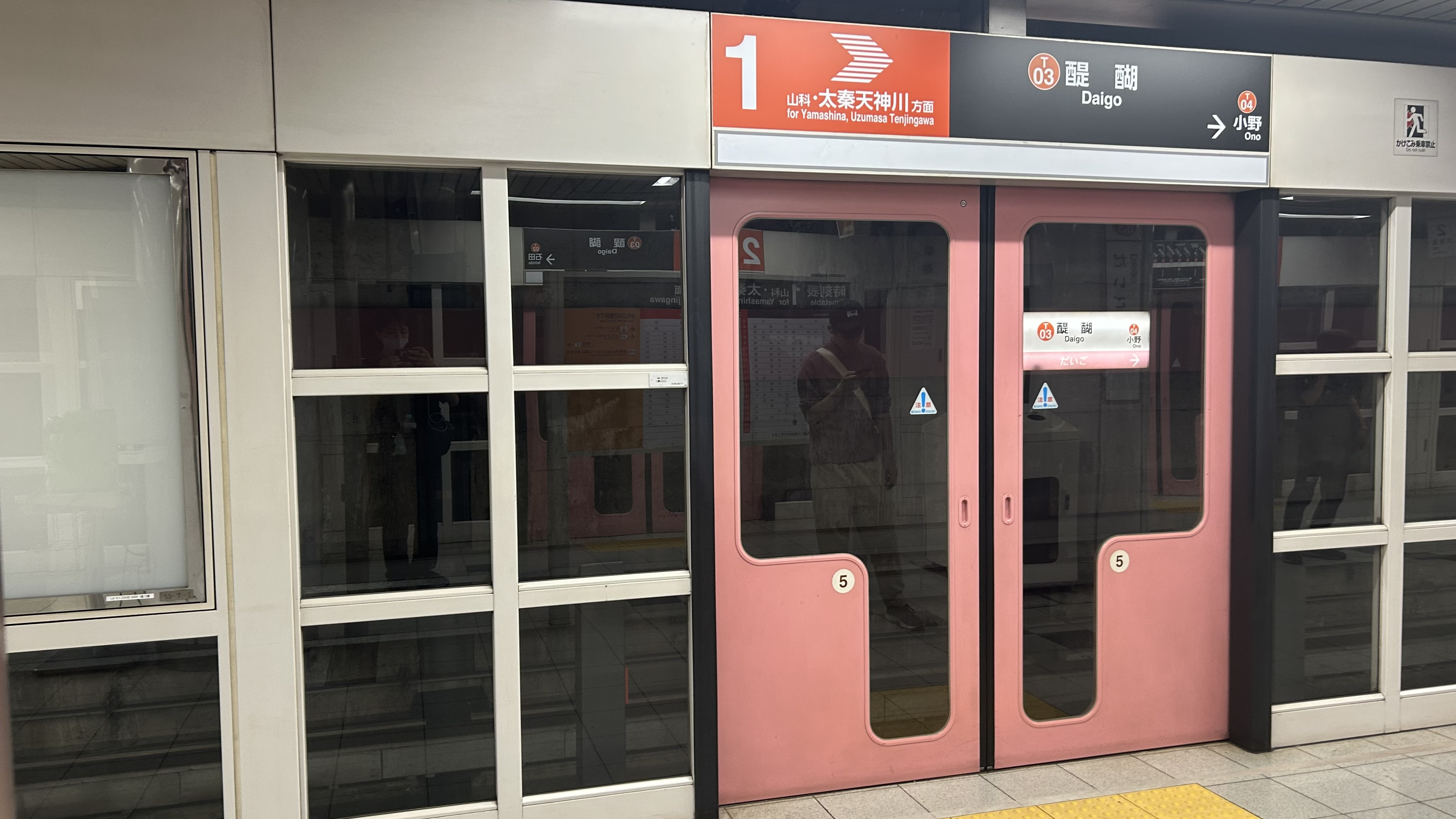
ホームドアと駅名標

### 出口
| 出口番号 | 方角 | 出口周辺                                       | 接続改札 | 備考             |
| -------- | ---- | ---------------------------------------------- | -------- | ---------------- |
| 1        | 北西 | 醍醐総合庁舎・醍醐消防分署・パセオ・ダイゴロー | 南改札口 | エレベーターあり |
| 2        | 東   | 醍醐寺・三宝院・一言寺                         | 北改札口 |                  |
| 3        | 西   | パセオ・ダイゴロー                             | 北改札口 | エレベーターあり |

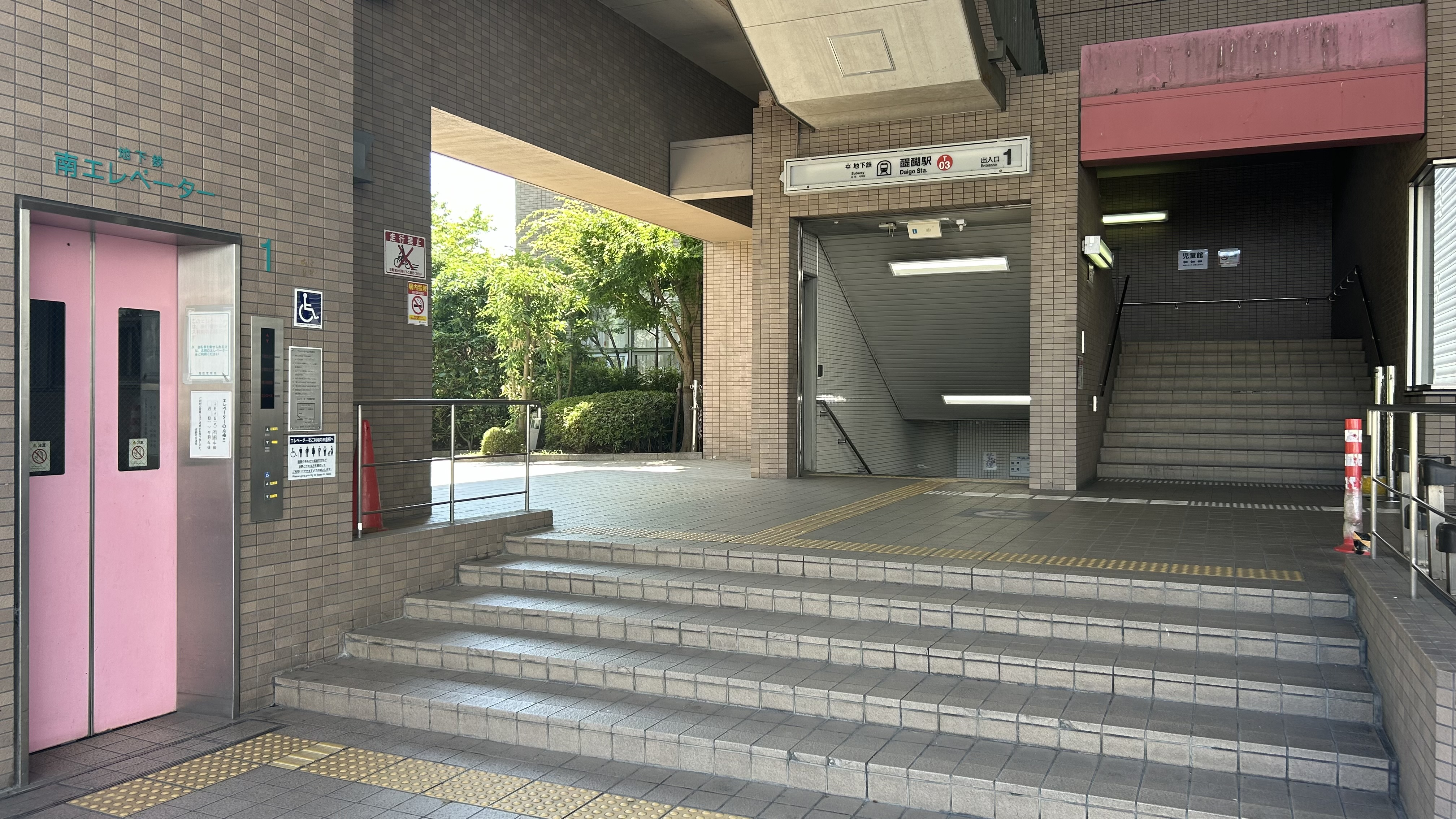
1番出入口
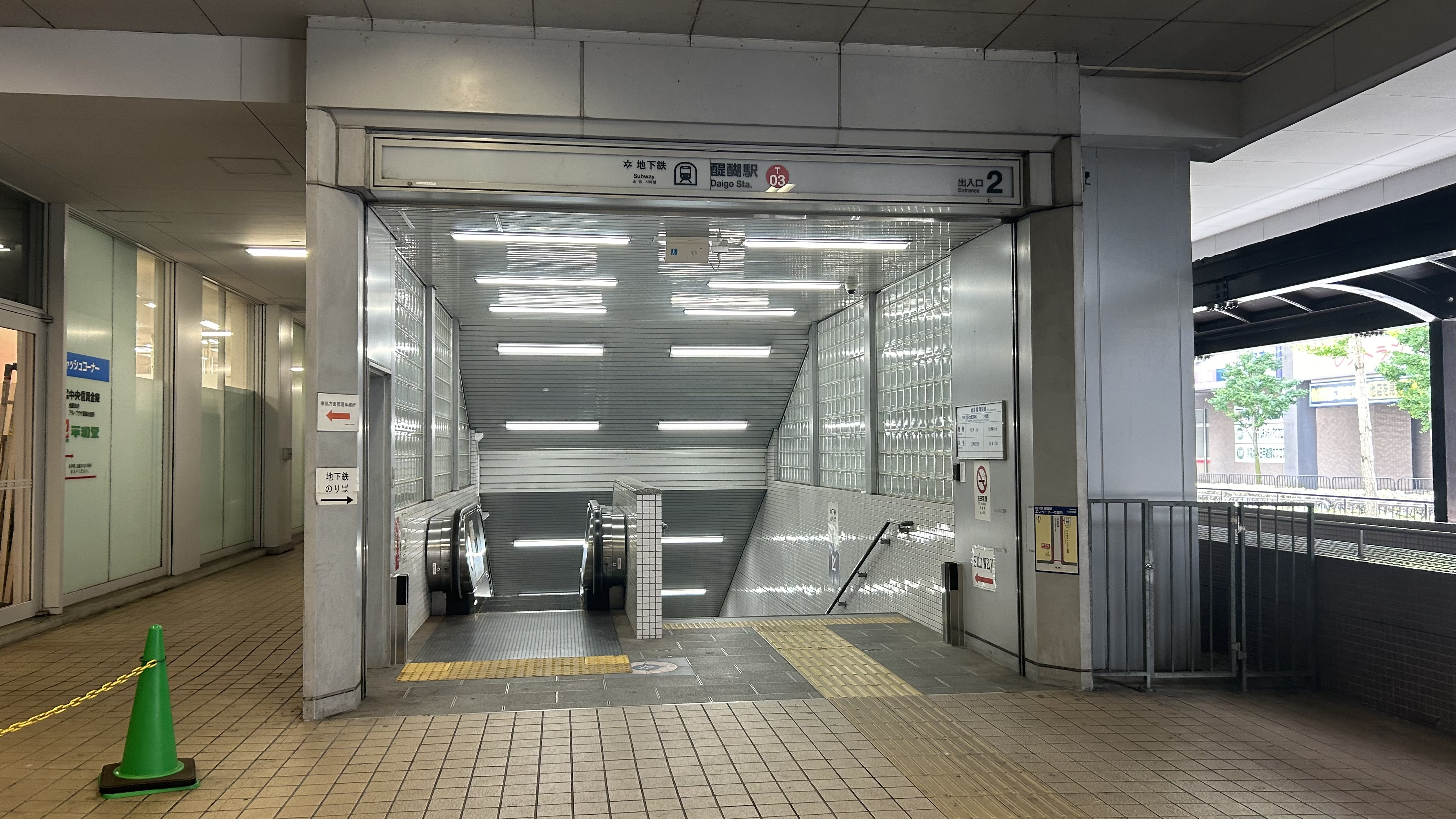
2番出入口
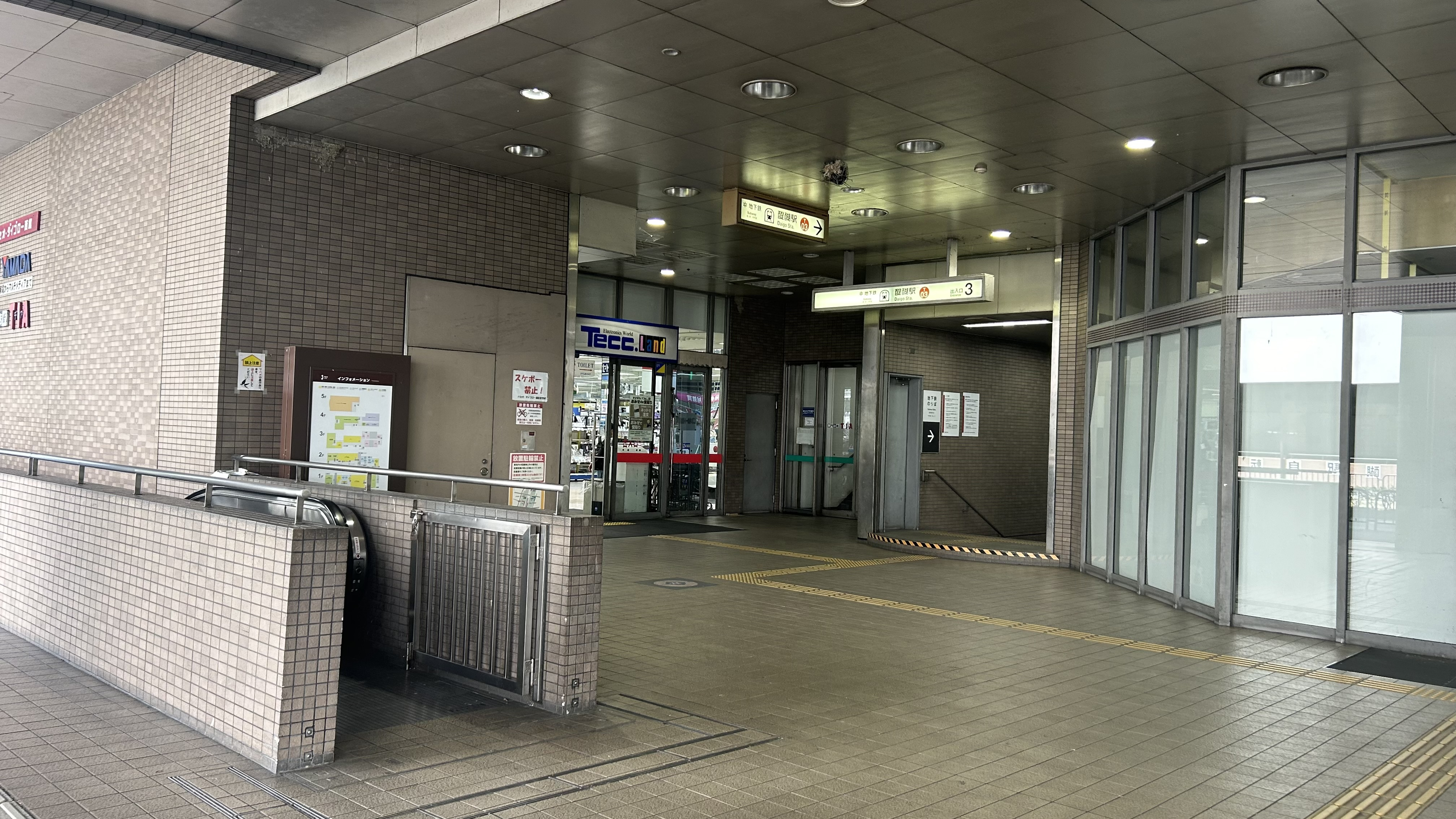
3番出入口

## 利用状況
2024年度の1日平均乗降人員は12,397人である。
下記の通り、開業後、乗降客は増えていない。特に、2009年度と2016年度を比較した場合において、京都市営地下鉄の全駅（烏丸線・東西線）のなかで、唯一、乗降客が減少した格好となり、地元紙は醍醐駅の周辺には市営住宅が多く、住宅の老朽化、入居者の高齢化が背景にあるのではないかと指摘している。
1日平均乗車人員と1日平均乗降人員の推移は下記の通り。
| 年度   | 乗車人員 | 乗降人員 |
| ------ | -------- | -------- |
| 2003年 | 7,307    | 14,444   |
| 2004年 | 7,216    | 14,264   |
| 2005年 | 6,550    | 12,873   |
| 2006年 | 6,588    | 13,099   |
| 2007年 | 6,615    | 13,073   |
| 2008年 | 6,671    | 13,291   |
| 2009年 | 6,360    | 12,696   |
| 2010年 | 6,166    | 12,666   |
| 2011年 | 6,272    | 12,476   |
| 2012年 | 6,209    | 12,351   |
| 2013年 | 6,100    | 12,135   |
| 2014年 | 6,162    | 12,259   |
| 2015年 | 6,184    | 12,302   |
| 2016年 | 6,181    | 12,295   |
| 2017年 | 6,668    | 13,263   |
| 2018年 | 6,459    | 12,849   |
| 2019年 | 6,466    | 12,864   |
| 2020年 | 5,586    | 11,172   |
| 2021年 | 5,773    | 11,537   |
| 2022年 | 5,972    | 12,029   |
| 2023年 | 6,096    | 12,249   |
| 2024年 |          | 12,397   |

## 駅周辺
駅上にある京都外環状線の両側には市の公共施設および民間の商業施設が入居する複合施設「パセオ・ダイゴロー」があり、駅と直結している。
駅周辺は、市営住宅をはじめとして団地が多い。
- パセオ・ダイゴロー 東館・西館
  - 醍醐中央図書館 - 西館に入居している。
- 地下鉄東西線 醍醐車庫 - パセオ・ダイゴロー西館の地下にある。ただし当駅からの入出庫は配線上できない（入出庫は小野駅で対応し、このため六地蔵 - 小野間の回送列車を一部設定している）。
- 京都外環状線 - 駅の直上を通る道路。
- 醍醐寺
- 山科川
- 醍醐総合庁舎
  - 伏見区役所醍醐支所

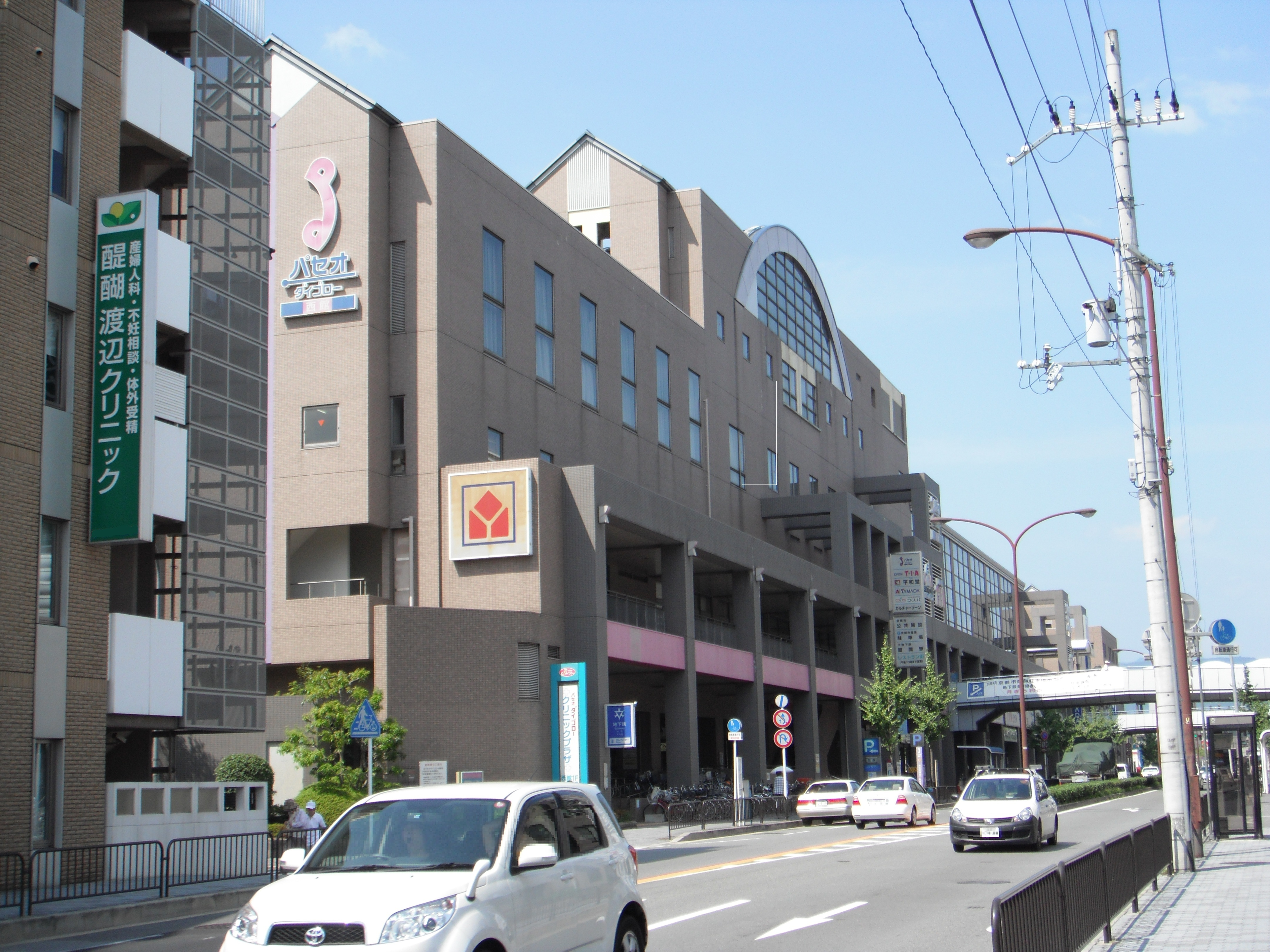
パセオダイゴロー西館
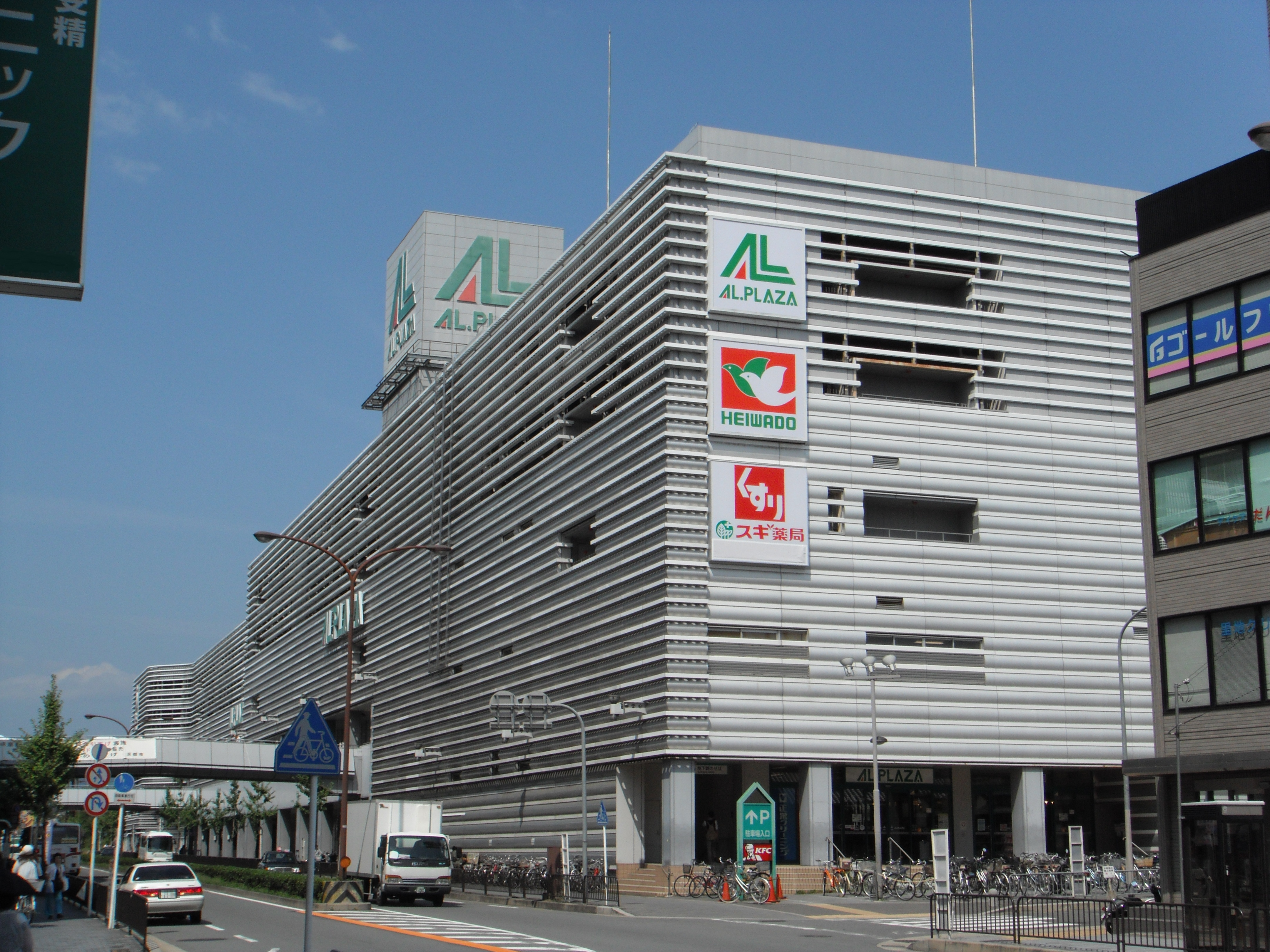
パセオダイゴロー東館

## バス路線
駅前には、醍醐バスターミナルおよび地下鉄醍醐駅前（醍醐駅）バス停がある。また、約100メートル北には醍醐北西裏町バス停も設置されている。
東西線開業（および当駅開業）以前は現在の当駅付近に京都市営バス醍醐営業所（バス停名は醍醐車庫前）があり、近隣を含む山科・醍醐地区には京都市営バス（市バス）の路線が多く設定されていたが、東西線の開業と同時に同地区での営業を京阪バスに移管し撤退した。なお、同営業所の跡地はマンションになっている。

### 醍醐バスターミナル

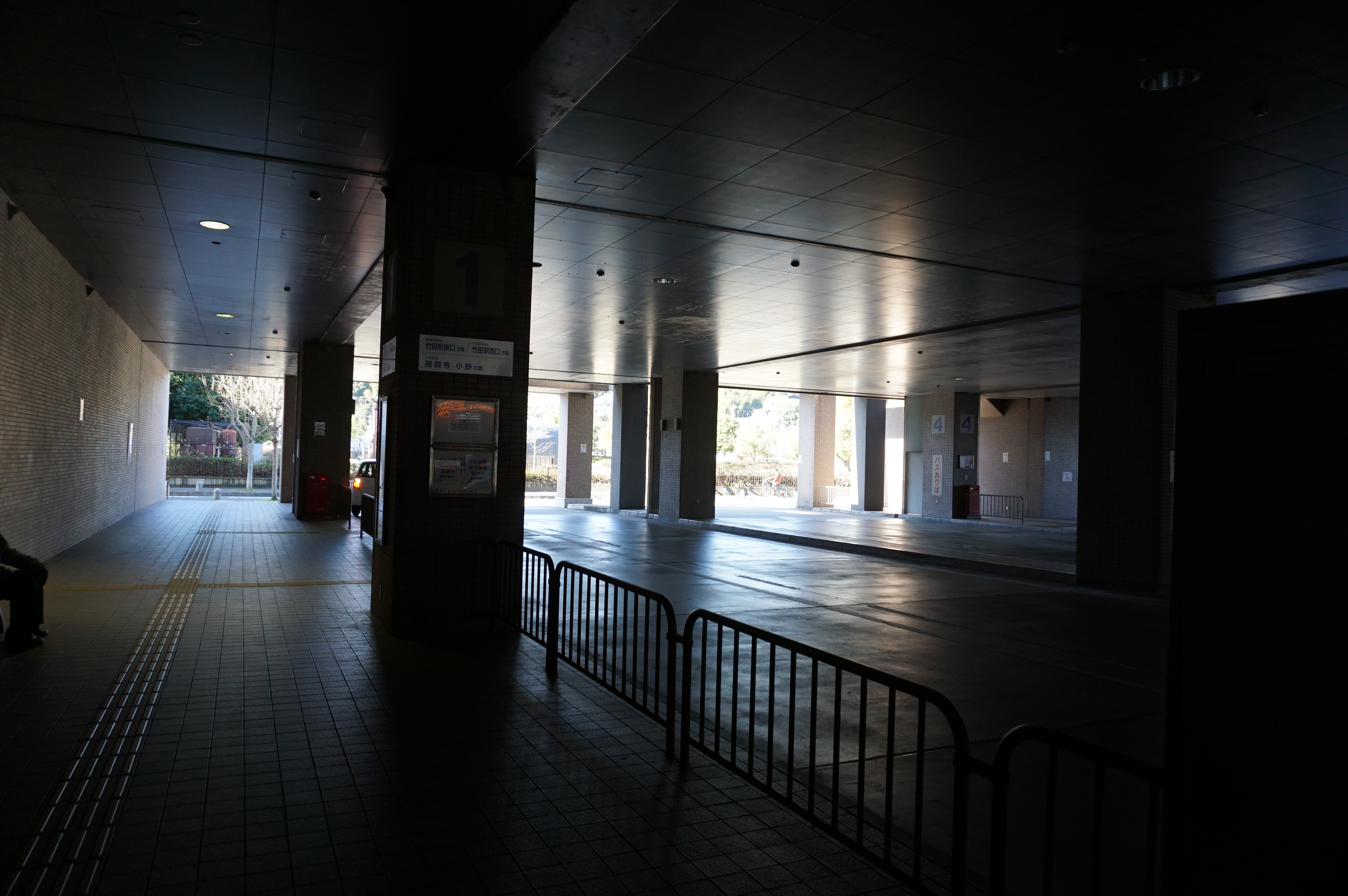
醍醐バスターミナル

複合施設「パセオダイゴロー」西館にあるバスターミナルで、京阪バスの路線が発着している。京都外環状線に面しており、同線と直接出入りが可能である。なお、醍醐コミュニティバスは、ここで待機したり構内を通過する事はあるが、乗降の場としては使用していない。
以前は、関西空港リムジンバスの京都醍醐バス停があり、1日1往復のみ発着していたが、2005年10月1日ダイヤ改正により廃止された。
- 1のりば
  - 2号経路：醍醐寺前・勧修寺 竹田駅東口行（洛南営業所管轄）
  - 6号経路：石田団地・中書島  竹田駅西口行（洛南営業所管轄）
- 2のりば
  - 3号経路：小栗栖団地 京阪六地蔵行
  - 25号経路：醍醐寺口  大宅行
- 3のりば
  - 83A号経路：西野山団地・祇園 四条烏丸行
  - 84号経路：西野山団地・祇園 四条河原町行
  - 86号経路：国道東野・祇園   四条河原町行
  - 86B号経路：国道東野・祇園   三条京阪行
  - 88B号経路：栗栖野・清水焼団地・祇園   三条京阪行
  - 93号経路：西野山団地・烏丸五条・京都市役所前   四条河原町行
  - 312号系統：勧修寺・烏丸五条 京都駅八条口行

### 地下鉄醍醐駅前（醍醐駅）バス停

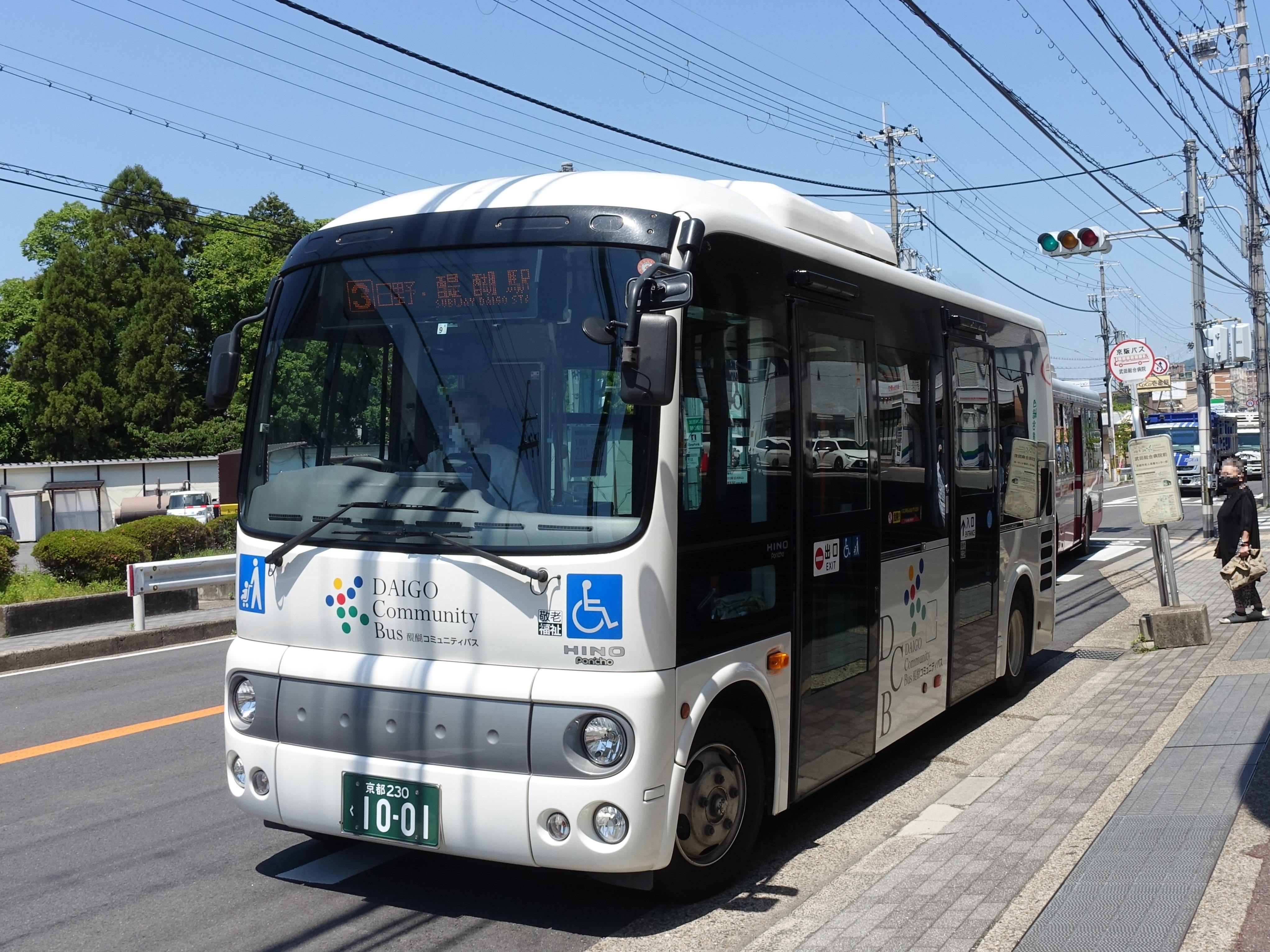
醍醐地域内を運行する醍醐コミュニティバス（武田総合病院前にて撮影）

駅の直上にある道路（京都外環状線）に設置されているバス停である。醍醐コミュニティバスの運行する全ての路線と、京阪バスの路線が発着しており、バス停名は前者が「地下鉄醍醐駅前」、後者が「醍醐駅」である。
- 醍醐コミュニティバス
  - 5路線を運行している。 ※詳細は、醍醐コミュニティバス#路線を参照。
- 京阪バス
  - 醍醐バスターミナルに乗り入れる路線の一部が停車する。

## 隣の駅
京都市営地下鉄
 東西線
石田駅（T02）- 醍醐駅（T03） - 小野駅（T04）
- 括弧内は駅番号を示す。